# Ursjön, Västmanland
Ursjön är en sjö i Surahammars kommun i Västmanland och ingår i Norrströms huvudavrinningsområde. Sjön har en area på 0,0555 kvadratkilometer och ligger 93 meter över havet. Sjön avvattnas av vattendraget Köpingsån (Vendbäcken).

## Delavrinningsområde
Ursjön ingår i det delavrinningsområde (662027-150958) som SMHI kallar för Utloppet av Vågsjön. Medelhöjden är 99 meter över havet och ytan är 21,42 kvadratkilometer. Det finns inga avrinningsområden uppströms utan avrinningsområdet är högsta punkten. Köpingsån (Vendbäcken) som avvattnar avrinningsområdet har biflödesordning 3, vilket innebär att vattnet flödar genom totalt 3 vattendrag innan det når havet efter 171 kilometer. Avrinningsområdet består mestadels av skog (81 procent). Avrinningsområdet har 3,29 kvadratkilometer vattenytor vilket ger det en sjöprocent på 15,3 procent.